# The Arockalypse
A The Arockalypse a finn Lordi harmadik nagylemeze, és stúdióalbuma is egyben. Az album 2006-ban jelent meg. Ez volt az első olyan Lordi album, amelyen közreműködött Awa.
A lemez tartalmazza a „Hard Rock Hallelujah” című dalt is, amely 2006-ban Eurovíziós Dalfesztivál győzelemre vitte a csapatot, és ezzel ők lettek, a dalverseny történetében az első finn győztesek.

## Információk
Az album felvételei 2005-ben kezdődtek, a SounTrack stúdióban, Helsinki-ben, Jirky Tuovinen producerrel, de a Fried stúdióban is készültek felvételek. Ugyan az album borítóján már Samer "Ox" el Nahhal látható, az album felvételein még Kalma a basszusgitáros. Azonban az album felvételeinek befejeztével kilépett, és helyét Ox vette át. Ox 2006 januárjában lépett föl először a Lordival.

## Zene
Az album hasonló stílusban készült, mint annak idején a Get Heavy. Kevesebb olyan effekt hallható a dalokban, mint például a "Chainsaw Buffet"-ben található láncfűrész hangzás. Az albumon érződik a hard rock, a heavy metal, és a sokk-rock hatása. A dalokban nem jut nagy szerephez a billentyűs hangszer. Csak egy-két dalban van erőltetve, ilyen a "Good to Be Bad" is, vagy az album egyik leghíresebb dala, az "It Snows in Hell". Híresebb számnak mondható még a "Bringing Back the Balls to Rock", a "The Kids Who Wanna Play with the Dead", a "Hard Rock Hallelujah", a "Who's Your Daddy?", és a "They Only Come Out at Night", valamint a Speciális kiadás bónuszfelvétele, a "Would You Love a Monsterman? 2006", amely a zenekar saját dalának egy új verziója.
Az albumon olyan előadók is közreműködnek, akik a zenekar tagjainak kedvenc együtteseiben szerepeltek. Név szerint: Dee Snider (Twisted Sister), Udo Dirkschneider (Accept), Bruce Kulick (Kiss), Jay Jay French (Twisted Sister). Azok a dalok amelyekben ezek a zenészek is közreműködtek, a korong legkiemelkedőbb darabjai közé tartoznak.

## Helyezések
| Ország         | Helyezés (2006) |
| -------------- | --------------- |
| Belgium        | 13              |
| Ausztria       | 11              |
| Görögország    | 1               |
| Norvégia       | 21              |
| Lengyelország  | 64              |
| Franciaország  | 98              |
| Svédország     | 1               |
| Németország    | 7               |
| Finnország     | 1               |
| Svájc          | 8               |
| Dánia          | 16              |
| Észtország     | 4               |
| Nagy-Britannia | 100             |

## Tartalma

### Eredeti Kiadás
1. SCG3 Special Report – 3:46
2. Bringing Back the Balls to Rock – 3:31
3. The Deadite Girls Gone Wild – 3:45
4. The Kids Who Wanna Play with the Dead – 4:07
5. It Snows in Hell – 3:37
6. Who's Your Daddy? – 3:38
7. Hard Rock Hallelujah – 4:07
8. They Only Come Out at Night – 3:49
9. Chainsaw Buffet – 3:47
10. Good to Be Bad – 3:31
11. The Night of the Loving Dead – 3:09
12. Supermonstars (The Anthem of the Phantoms) – 4:04

### Speciális Kiadás
1. SCG3 Special Report – 3:46
2. Bringing Back the Balls to Rock – 3:31
3. The Deadite Girls Gone Wild – 3:45
4. The Kids Who Wanna Play with the Dead – 4:07
5. It Snows in Hell – 3:37
6. Who's Your Daddy? – 3:38
7. Hard Rock Hallelujah – 4:07
8. They Only Come Out at Night – 3:49
9. The Chainsaw Buffet – 3:47
10. Good to Be Bad – 3:31
11. The Night of the Loving Dead – 3:09
12. Supermonstars (The Anthem Of The Phantoms) – 4:04
13. Would You Love a Monsterman? 2006 – 3:04
14. Mr. Killjoy – 3:24
15. Evilove – 3:59

## Közreműködött

### Lordi
• Mr. Lordi – ének
• Amen – gitár
• Kalma – basszusgitár
• Kita – dobok
• Awa – billentyű

### Vendégzenészek
• Dee Snider (Twisted Sister) – beszéd az "SCG3 Special Report"-ban
• Bruce Kulick (ex-Kiss) – gitárszóló az "It Snows in Hell" című dalban.
• Jay Jay French (Twisted Sister) – gitárszóló a "Chainsaw Buffet" című dalban.
• Udo Dirkschneider (ex-Accept) – ének a "They Only Come Out at Night" című dalban.

## Kislemezek
• Hard Rock Hallelujah (2006)
• Who’s Your Daddy? (2006)
• It Snows in Hell (2006)
• Would You Love a Monsterman? 2006 (2006)
• They Only Come Out at Night (2007)

## Külső hivatkozások
- http://www.lordi.fi
- https://web.archive.org/web/20081108025643/http://www.monsterdiscohell.com/
- https://web.archive.org/web/20090907153343/http://www.lordi-france.fr/